# Noordvliet

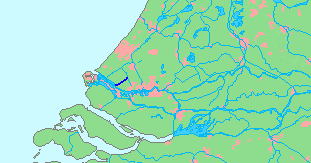
Verlauf der Noordvliet

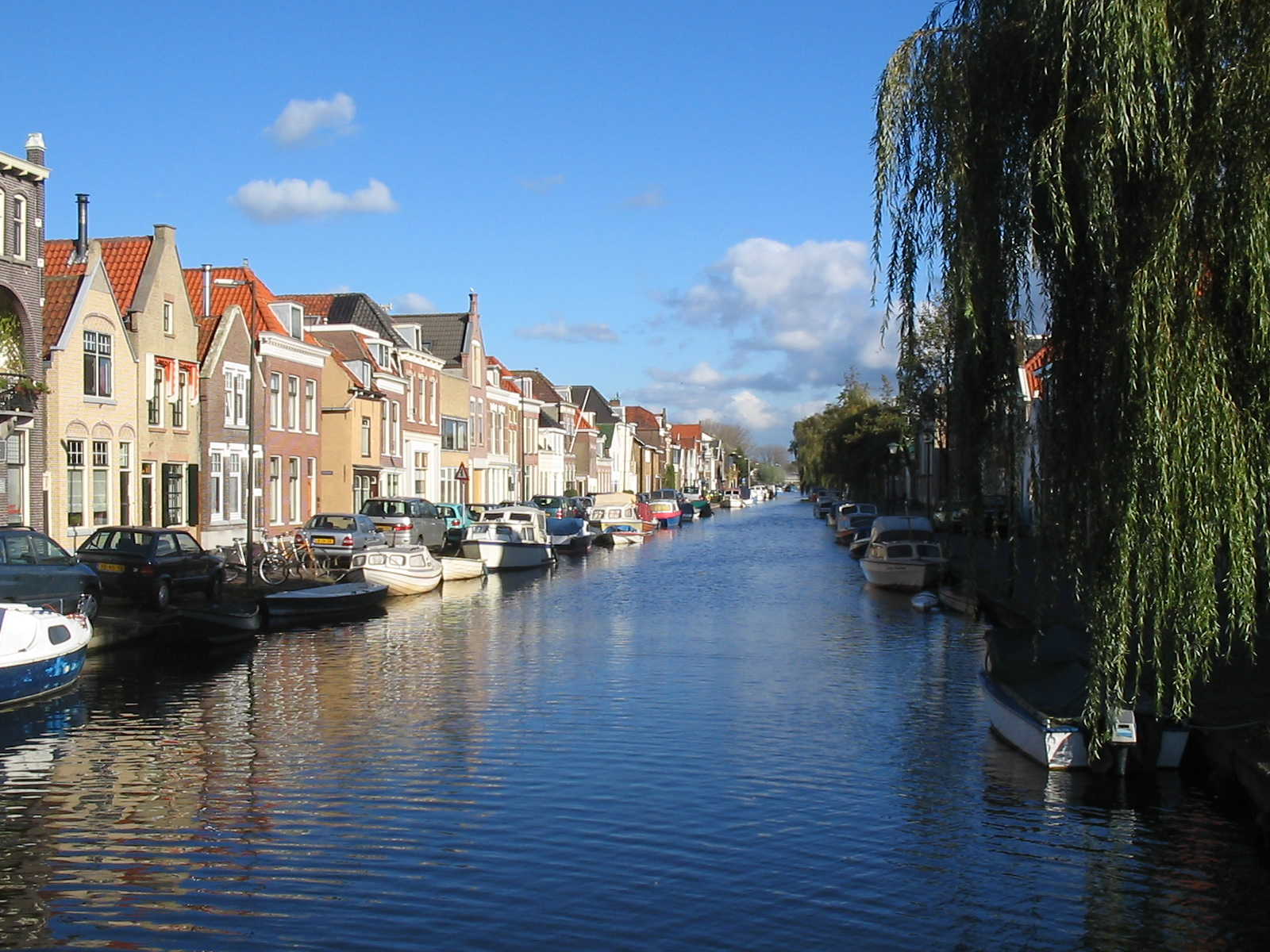
Noordvliet bei Maassluis

Der Noordvliet ist ein Kanal in der Provinz Südholland in den Niederlanden. Er verbindet die Vlaardingervaart mit dem Nieuwe Waterweg bei Maassluis. Der Noordvliet hat eine Länge von 6 km. Parallel zum Noordvliet verläuft der Zuidvliet.